# کلهون فالز (کارولینای جنوبی)
کلهون فالز(به انگلیسی: Calhoun Falls) شهری در ایالت کارولینای جنوبی کشور ایالات متحده آمریکا است که جمعیت آن در سرشماری سال ۲۰۱۰ میلادی، ۲٬۰۰۴ نفر بوده‌است.